# روبرت برنارد مارتن
روبرت برنارد مارتن (بالإنجليزية: Robert Bernard Martin)‏ هو كاتب سير أمريكي، ولد في 1918 في لا هارب في الولايات المتحدة، وتوفي في 29 نوفمبر 1999 في ماديسون في الولايات المتحدة.

## وصلات خارجية
- روبرت برنارد مارتن على موقع أرشيف الشارخ.